# Giornata mondiale dell'alimentazione
La giornata mondiale dell'alimentazione è una ricorrenza che si celebra ogni anno in tutto il mondo il 16 ottobre per ricordare l'anniversario della data di fondazione dell'Organizzazione delle Nazioni Unite per l'alimentazione e l'agricoltura, comunemente conosciuta come FAO, istituita a Québec (Canada) il 16 ottobre 1945.

## Origini
La giornata mondiale dell'alimentazione fu istituita dai paesi membri della FAO durante la 20° Conferenza Generale dell'Organizzazione nel novembre 1979. La delegazione ungherese, guidata dall'ex ministro ungherese dell'Agricoltura e dell'Alimentazione Pál Romány, svolse un ruolo attivo durante tale Conferenza della FAO e suggerì l'idea di celebrare la giornata mondiale dell'alimentazione in tutto il mondo. Da allora la celebrazione viene osservata ogni anno in più di 150 nazioni, per sensibilizzare sulle problematiche della povertà, della fame e della malnutrizione nel mondo, sulla sicurezza alimentare e per diffondere diete nutrienti per tutti. L'obiettivo principale è incoraggiare le persone, a livello globale, ad agire contro questi problemi. Ogni anno viene messo in risalto un particolare tema sul quale vengono focalizzate le attività.

## Temi
Dal 1981, la giornata mondiale dell'alimentazione ha adottato un tema diverso ogni anno, al fine di evidenziare le aree necessarie per l'azione e fornire un approccio comune.
La maggior parte dei temi ruotano attorno all'agricoltura, perché solo gli investimenti in agricoltura - insieme con il supporto per l'educazione e la sanità - trasformerà questa situazione. La maggior parte di tale investimento dovrà provenire dal settore privato, con l'investimento pubblico a giocare un ruolo cruciale, soprattutto in considerazione del suo ruolo di agevolazione ed effetto stimolante sugli investimenti privati.
Nonostante l'importanza dell'agricoltura come forza trainante nelle economie di molti paesi in via di sviluppo, questo settore vitale è spesso povero di investimenti. In particolare, gli aiuti esteri all'agricoltura hanno registrato un calo negli ultimi 20 anni.

## Edizioni

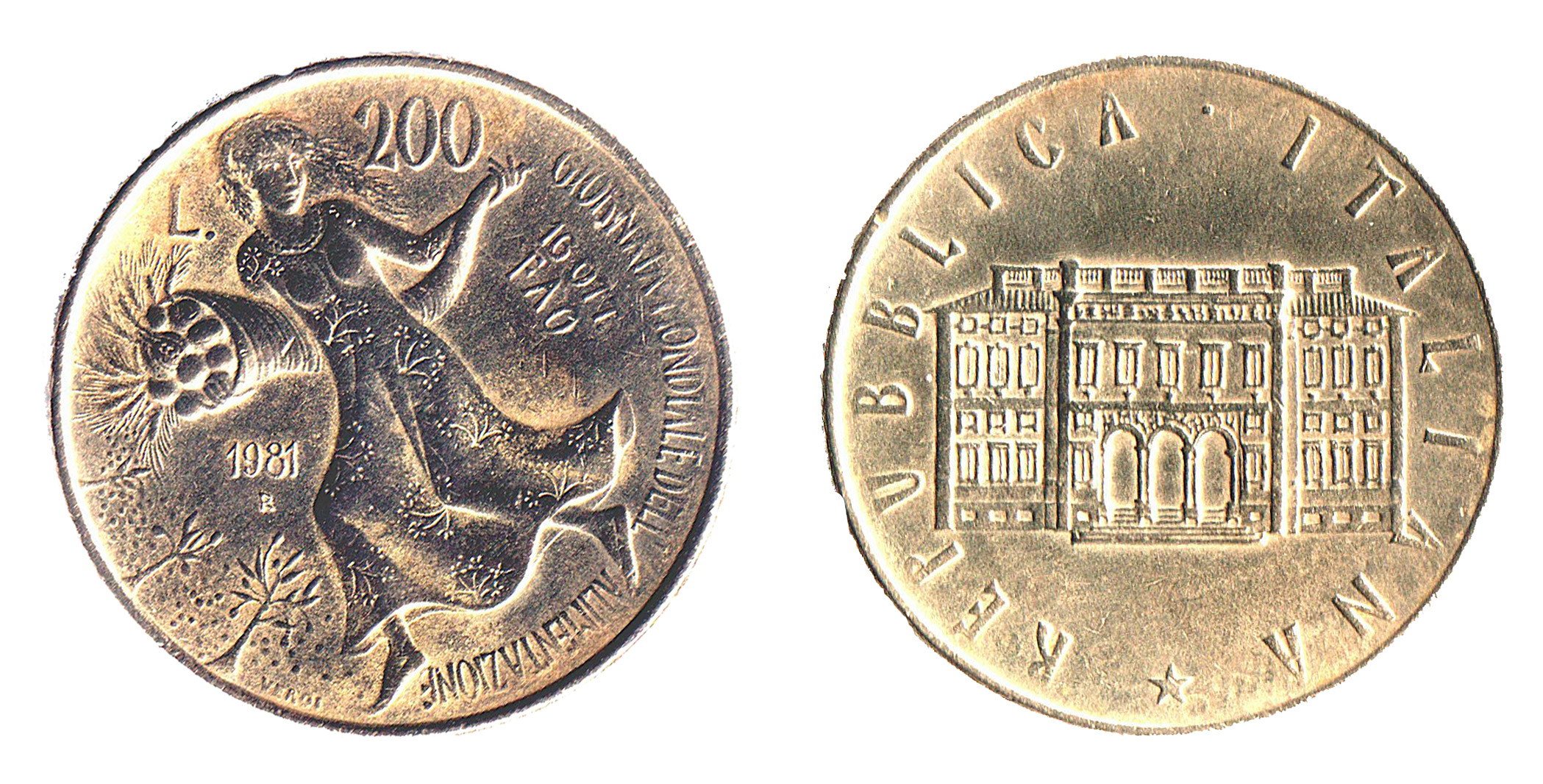
Moneta italiana commemorativa da 200 lire coniata in occasione della prima giornata mondiale dell'alimentazione (16 ottobre 1981). Sul retro è raffigurata Villa Lubin, già sede dell'Istituto internazionale di agricoltura (IIA), precursore dell'Organizzazione delle Nazioni Unite per l'alimentazione e l'agricoltura (FAO) ed attuale sede del Consiglio nazionale dell'economia e del lavoro (CNEL).

Ogni anno viene messo in risalto un particolare tema sul quale vengono focalizzate le attività.
- 1981 - L'alimentazione prima di tutto
- 1982 - L'alimentazione prima di tutto
- 1983 - La sicurezza alimentare
- 1984 - Le donne nell'agricoltura
- 1985 - La povertà rurale
- 1986 - I pescatori e le loro comunità
- 1987 - I piccoli coltivatori
- 1988 - La gioventù rurale
- 1989 - Alimentazione ed ambiente
- 1990 - L'alimentazione per il futuro
- 1991 - L'albero, fonte di vita
- 1992 - Alimentazione e nutrizione
- 1993 - Le diversità della natura: un patrimonio prezioso
- 1994 - L'acqua, fonte di vita
- 1995 - Nutrire il mondo
- 1996 - Combattere la fame e la malnutrizione
- 1997 - Investire nella sicurezza alimentare
- 1998 - La donna nutre il mondo
- 1999 - I giovani contro la fame
- 2000 - La giornata mondiale dell'alimentazione
- 2001 - Combattere la fame per ridurre la povertà
- 2002 - L'acqua: fonte di sicurezza alimentare
- 2003 - Lavoriamo insieme per un'alleanza internazionale contro la fame
- 2004 - La biodiversità per la sicurezza alimentare
- 2005 - Agricoltura e dialogo fra culture
- 2006 - Investire nell'agricoltura per la sicurezza alimentare
- 2007 - Diritto all'alimentazione
- 2008 - La sicurezza alimentare mondiale: le sfide del cambiamento climatico e della bioenergia
- 2009 - Conseguire la sicurezza alimentare in tempi di crisi
- 2010 - Uniti contro la fame
- 2011 - Prezzi degli alimenti - dalla crisi alla stabilità
- 2012 - Le cooperative agricole nutrono il mondo
- 2013 - Sistemi alimentari sostenibili per la sicurezza alimentare e la nutrizione
- 2014 - Agricoltura familiare: nutrire il mondo, preservare il pianeta
- 2015 - Protezione sociale e agricoltura per spezzare il ciclo della povertà rurale
- 2016 - Il clima sta cambiando. L'alimentazione e l'agricoltura anche.
- 2017 - Cambiamo il futuro delle migrazioni. Investiamo nella sicurezza alimentare e nello sviluppo rurale Archiviato il 29 giugno 2017 in Internet Archive.